# Richmond West
Richmond West ist  ein census-designated place (CDP) im Miami-Dade County im US-Bundesstaat Florida. Das U.S. Census Bureau hat bei der Volkszählung 2020 eine Einwohnerzahl von 35.884 ermittelt. 

## Geographie
Richmond West liegt etwa 25 km südwestlich von Miami.

## Demographische Daten
Laut der Volkszählung 2010 verteilten sich die damaligen 31.973 Einwohner auf 9.391 Haushalte. Die Bevölkerungsdichte lag bei 2.960,5 Einw./km². 82,3 % der Bevölkerung bezeichneten sich als Weiße, 7,8 % als Afroamerikaner, 0,2 % als Indianer und 2,0 % als Asian Americans. 4,7 % gaben die Angehörigkeit zu einer anderen Ethnie und 3,0 % zu mehreren Ethnien an. 78,5 % der Bevölkerung bestand aus Hispanics oder Latinos.
Im Jahr 2010 lebten in 54,6 % aller Haushalte Kinder unter 18 Jahren sowie 23,6 % aller Haushalte Personen mit mindestens 65 Jahren. 89,6 % der Haushalte waren Familienhaushalte (bestehend aus verheirateten Paaren mit oder ohne Nachkommen bzw. einem Elternteil mit Nachkomme). Die durchschnittliche Größe eines Haushalts lag bei 3,57 Personen und die durchschnittliche Familiengröße bei 3,68 Personen.
29,3 % der Bevölkerung waren jünger als 20 Jahre, 26,5 % waren 20 bis 39 Jahre alt, 30,9 % waren 40 bis 59 Jahre alt und 12,3 % waren mindestens 60 Jahre alt. Das mittlere Alter betrug 37 Jahre. 48,6 % der Bevölkerung waren männlich und 51,4 % weiblich.
Das durchschnittliche Jahreseinkommen lag bei 67.354 $, dabei lebten 6,4 % der Bevölkerung unter der Armutsgrenze.
Im Jahr 2000 war Englisch die Muttersprache von 24,48 % der Bevölkerung, spanisch sprachen 73,23 % und 2,29 % hatten eine andere Muttersprache.